# Campeonato Ecuatoriano de Rugby
El Campeonato Ecuatoriano de Rugby es la máxima competición de clubes de rugby en el Ecuador. Se disputa desde el 2008 precisamente en el mismo año en que se funda la Federación Ecuatoriana de Rugby y su primer campeón es: Nómadas Rugby Club, que ha ganado cinco ediciones consecutivas del Campeonato.

## Equipos participantes
La temporada 2013 del Campeonato Ecuatoriano de XV cuenta con la presencia de 10 equipos: (4 de Quito, 3 de Guayaquil, 2 de Cuenca y 1 de Ibarra).
- Águilas Rugby Club (Cuenca)
- Carneros Rugby Club (Cuenca)
- Cerberos Rugby Club (Quito)
- Tiburones Rugby Club (Guayaquil)
- Jíbaros Rugby Club (Quito)
- Monos Rugby Club (Guayaquil)
- Nómadas Rugby Club (Quito)
- UCG Rugby Club (Guayaquil)
- Mohicanos Rugby Club (Ibarra)
- Bárbaros UCE Rugby Club (Quito)
- Búhos EPN Rugby Club (Quito)
- RHINOS RC (Quito)

## Campeones nacionales
| Año  | Campeón             |
| ---- | ------------------- |
| 2008 | Nómadas Rugby Club  |
| 2009 | Nómadas Rugby Club  |
| 2010 | Nómadas Rugby Club  |
| 2011 | Nómadas Rugby Club  |
| 2012 | Nómadas Rugby Club  |
| 2013 | Jíbaros Rugby Club  |
| 2014 | Jíbaros Rugby Club  |
| 2015 | Jíbaros Rugby Club  |
| 2016 | Jíbaros Rugby Club  |
| 2017 | Jíbaros Rugby Club  |
| 2018 | Jíbaros Rugby Club  |
| 2019 | Cerberos Rugby Club |
| 2022 | Yaguares Rugby Club |
| 2023 | Guayacan Rugby Club |
| 2024 | Yaguares Rugby Club |